# Авторское общество США
Авторское общество США  (Copyright Society of the U.S.A.) -  основное научное общества, посвященное изучению законов об авторских правах в Соединенных Штатах.
Авторское общество США  было создано в 1953 году рядом ученых в области авторского права и юристов в том числе Чарльзом Б. Сетоном (1910-2005).
Общество издает специализированный журнал Journal of the Copyright Society of the USA.. Общество  проводит ежегодные и зимние заседания, разнообразные образовательные семинары в  регионах страны. Организация имеет одиннадцать представительств по всей стране, и штаб-квартиру в Нью-Йорке.
Общество читает ежегодные лекции  "Donald C. Brace Memorial Lecture" (по имени Donald Brace, одного из основателей издательской компании Harcourt, Brace & Co. ), и представлена на  "Seton Award" .